# Valtopina
Valtopina es una localidad y comune italiana de la provincia de Perugia, región de Umbría, con 1.454 habitantes.

## Evolución demográfica
| Gráfica de evolución demográfica de Valtopina entre 1861 y 2001 |
|                                                                 |
| Fuente ISTAT - elaboración gráfica de Wikipedia                 |